# Jakobuskapelle auf dem Bergle

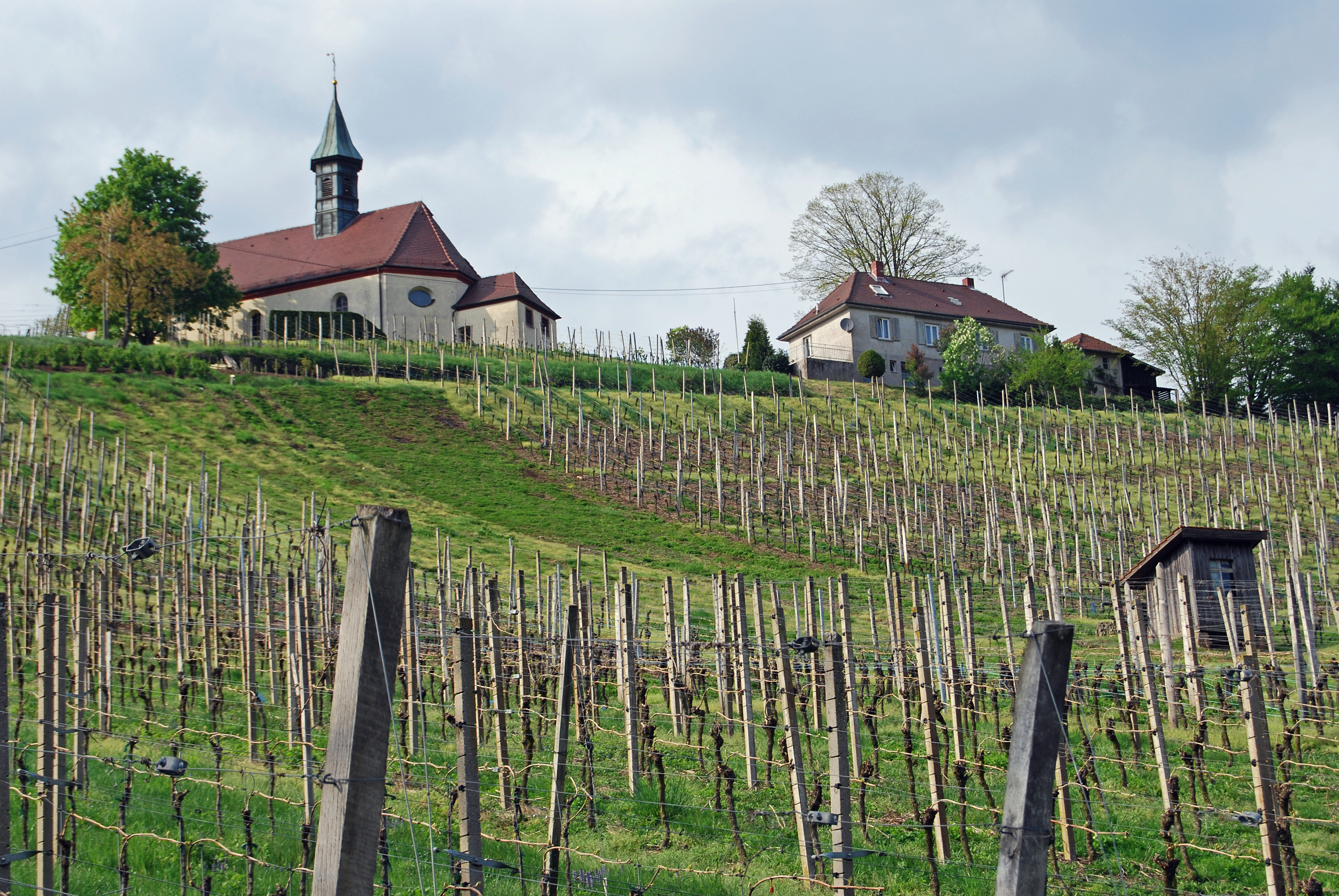
Jakobuskapelle auf dem Bergle

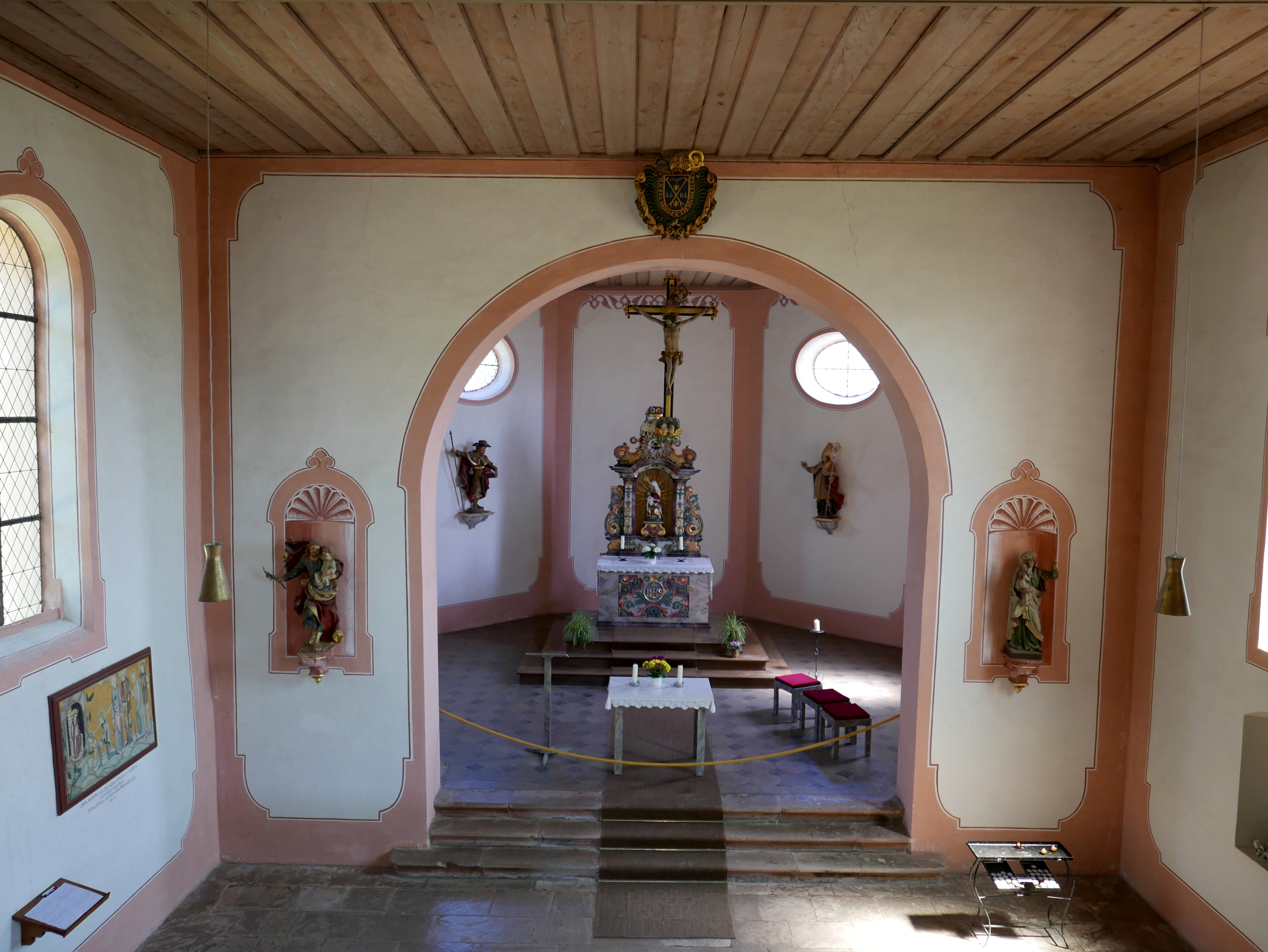
Innenraum (2020)

Die Jakobuskapelle auf dem Bergle steht in Gengenbach, einer Stadt im Ortenaukreis in Baden-Württemberg. Das Bauwerk ist als Denkmal beim Landesamt für Denkmalpflege Baden-Württemberg eingetragen. Patron der Kapelle ist der Apostel Jakobus der Ältere. Die Kapelle war eine Station für Pilger auf dem Jakobsweg.

## Beschreibung
Die Kapelle wurde 1681 an der Stelle einer frühgeschichtlichen Kultstätte erbaut. Der einschiffige, dreiachsige Saal ist flach gedeckt und im Osten mit einem 5/8-Chor geschlossen. Dem Satteldach sitzt ein Dachreiter mit Knickhelm auf.  Die Außenkanzel an der Nordseite der Kapelle stammt aus dem Jahr 1747.
Über dem Triumphbogen befindet sich ein farbig gefasstes Wappen des Bischofs, der die Kapelle gestiftet hat. Das Gnadenbild in dem barocken Altarretabel ist eine Pietà vom Ende des 14. Jahrhunderts. Von der Kirchenausstattung des 17. Jahrhunderts blieben die Statuen von Jakobus dem Älteren, des Apollinaris, einer Anna selbdritt und des Josef von Nazaret aus der Werkstatt des Anton Joseph Schupp erhalten. Ein Gemälde mit den Heiligen drei Königen stammt aus dem Kloster Gengenbach.